# Коста Кръстев
Хаджи Костадин (Коста, Косте) Кръстев е български зограф и фотограф от Македония.

## Биография
Роден е във Велес в зографско семейство - баща му е видният иконописец Кръсте Зограф. Кръсте обучава сина си за зограф. Коста се занимава и с фотография. Той изрисува стенописите при подновяването на манастирската църква „Свети Димитър“ във Велес в 1855 година: „Сеи ѡбителъ ѡбновисѧ въ лѣто 1855 изобрази х. Косте зуграфъ и фотографъ“. Коста Кръстев е автор на иконата на Светите братя Кирил и Методий във велешкия храм „Свети Пантелеймон“, която е надписана „1868 Д маі рукою х. Коста зуграфъ и фотографъ“. Негови са и олтарните двери в храма.
В 1871 година изписва част от иконите за „Свети Димитър“ в Преод. Негови са иконите в „Свети Никола“ в Долно Гюгянци, „Свети Димитър“ в Стануловци и „Свети Йоан Богослов“ в Богословец.
От 1842 до 1873 година работи престолните икони на много църкви в Кумановско – „Света Параскева“ в Мургаш, „Свети Никола“ в Куманово (иконота на Свети Никола от 1855 г.), „Свети Никола“ в Колицко, „Света Богородица“ в Пчиня и „Свети Никола“ във Винце.
В 1875 – 1876 година изписва църквата на Неготинския манастир „Свети Георги“, като изобразява Стефан Дечански, Св. св. Кирил и Методий, Свети Йоан Рилски, Свети Прохор Пчински, Свети Гаврил Лесновски и други. Зографският надпис гласи: „Косте Кръстовъ Зографовъ синъ родомъ отъ Велесъ йзображавамъ отъ пръво зафащаме на мартъ 26 на 1875 совръшаваме изображеніето на май 31 на 1876. лет.“
В 1877 година изписва църквата „Свети Мина“ в село Гърниково.
Понякога работи с Андон Китанов и Яков Зографски. Спомоществувател е при издаването на български книги. Хаджи Коста Зограф умира на стари години в беднотия.
Икони от „Света Параскева“ в Мургаш от 1842 г.
- „Свети Георги“, дар от Стойче, Крало, Йоан, Доде, Перко, Стойко, Станишка, Денка, Киприан, Кузман, Арсо, Трендафил и Масим Марчевски, дърво и темпера
- „Света Петка“, дар от Марко Петков, Стамена, Стамен и Йованка Марчевски, дърво и темпера
- „Свети Теодор Тирон“, дар от Стефан Ангелов и Никола Миленко